# The Right Stuff - Uomini veri
The Right Stuff - Uomini veri (The Right Stuff) è una serie televisiva statunitense basata sul libro La stoffa giusta del 1979 di Tom Wolfe e sul suo adattamento cinematografico del 1983. La serie esplora le origini e lo sviluppo del programma spaziale degli Stati Uniti. La serie ha debuttato il 9 ottobre 2020 sulla piattaforma di streaming on demand Disney+. Nell'aprile 2021 Disney+ ha cancellato la serie dopo una stagione.

## Trama
Un gruppo di astronauti, i Mercury Seven, si ritrova a dover fare i conti con un'improvvisa notorietà quando vengono scelti dalla NASA per partecipare al neonato programma spaziale degli Stati Uniti.

## Episodi
| Stagione       | Episodi | Prima TV USA |
| -------------- | ------- | ------------ |
| Prima stagione | 8       | 2020         |

## Interpreti e personaggi

### Principali
- Jake McDorman nel ruolo di Alan Shepard.
- Michael Trotter nel ruolo di Gus Grissom.
- Patrick J. Adams nel ruolo di John Glenn.
- James Lafferty nel ruolo di Scott Carpenter.
- Aaron Staton nel ruolo di Wally Schirra.
- Colin O'Donoghue nel ruolo di Gordon Cooper.
- Micah Stock nel ruolo di Deke Slayton.
- Eric Ladin nel ruolo di Chris Kraft.
- Patrick Fischler nel ruolo di Bob Gilruth.
- Nora Zehetner nel ruolo di Annie Glenn.
- Eloise Mumford nel ruolo di Trudy Cooper.
- Jackson Pace nel ruolo di Glynn Lunney.
- Shannon Lucio come Louise Shepard.

### Ricorrenti
- Sacha Seberg nel ruolo di Wernher Von Braun.
- Jordan Woods-Robinson nel ruolo di Mike Turley.
- Rachel Burttram nel ruolo di Betty Grissom.
- Jade Albany Pietrantonio nel ruolo di Rene Carpenter.
- Laura Ault nel ruolo di Jo Schirra.
- Chandler Head nel ruolo di Cam Cooper.
- Lucy Capri come Janita Cooper.
- Taegan Burns nel ruolo di Laura Shepard.
- Avery Burns nel ruolo di Julie Shepard.
- Kyra Johnson nel ruolo di Lyn Glenn.
- David Bolinger nel ruolo di David Glenn.
- Victoria White nel ruolo di Marge Slayton.
- Christopher Cassarino come Henry Landwirth.
- Mamie Gummer nel ruolo di Jerrie Cobb.
- Kaley Ronayne nel ruolo di Dee O'Hara.
- Josh Cooke nel ruolo di Loudon Wainwright Jr.
- Danny Strong nel ruolo di John A. Powers.
- Elizabeth D'Onofrio nel ruolo di Doris.[2]

## Produzione
Il 25 luglio 2017 è stato annunciato che la National Geographic stava collaborando con la Appian Way Productions e la Warner Horizon Television per opzionare i diritti sullo schermo del romanzo di Tom Wolfe del 1979 La stoffa giusta (The Right Stuff). La serie è stata scritta da Will Staples, che è anche produttore esecutivo insieme a Leonardo DiCaprio e Jennifer Davisson.
Il 10 febbraio 2019 durante l'annuale tour stampa invernale della Television Critics Association, è stato annunciato che la National Geographic aveva ordinato una serie, David Nutter avrebbe dovuto dirigere il primo episodio. Altri produttori esecutivi avrebbero dovuto includere Mark Lafferty e Lizzie Mickery con Lafferty anche come showrunner.
Il 20 novembre 2020 alla serie venne concesso un credito d'imposta per filmare una potenziale seconda stagione a San Diego, ma nell'aprile 2021 venne riportato che la serie era stata cancellata dopo una sola stagione.

### Cast
Il 31 maggio 2019 Patrick J. Adams è stato scelto per il ruolo principale della serie di John Glenn. Il 14 giugno 2019 Jake McDorman e Colin O'Donoghue sono stati scelti rispettivamente come Alan Shepard e Gordon Cooper. Il 21 giugno 2019 Eric Ladin, Patrick Fischler, Nora Zehetner, Eloise Mumford, Shannon Lucio e Josh Cooke si sono uniti al cast. Il 19 agosto 2019 Danny Strong è stato scelto come portavoce della NASA John A. "Shorty" Powers. Il 29 novembre 2019, Mamie Gummer è stata scelta per interpretare l'astronauta di "Mercury 13", Jerrie Cobb.

## Distribuzione
Il 5 maggio 2020 è stato annunciato che la serie è stata spostata su Disney+ e il lancio è previsto per la fine del 2020. Il 20 agosto 2020 è stato annunciato che la serie sarà presentata in anteprima il 9 ottobre 2020.

## Documentario
Il 20 novembre 2020 su Disney+ è stato pubblicato un documentario intitolato La vera storia di The Right Stuff - Uomini veri (The Real Right Stuff), diretto da Tom Jennings, vincitore di Emmy e Peabody Awards (Apollo - Missione luna e Lady D - Le verità nascoste). Il documentario racconta la vera storia, da cui hanno tratto la serie televisiva, dei primi astronauti americani.

## Accoglienza

### Critica
The Right Stuff - Uomini veri ha ricevuto recensioni contrastanti. Sul sito web aggregatore di recensioni Rotten Tomatoes, la serie detiene un punteggio di approvazione del 50% basato su 22 recensioni, con una valutazione media di 7,4/10. Il consenso della critica recita: "The Right Stuff - Uomini veri contiene alcune note di grazia nella sua rappresentazione della prima lista di astronauti d'America, ma questa stanca ricostruzione del famoso libro di Tom Wolfe fa per lo più le mosse sbagliate nel rivitalizzare la storia delle corsa spaziale per l'era moderna." Su Metacritic, la serie ha un punteggio medio ponderato di 60 su 100, basato su 19 recensioni critiche, indicando "Recensioni contrastanti o nella media" ("Mixed or average reviews").
Nella recensione di Caroline Framke per Variety, ha criticato la serie definendola "familiare" e ha detto che "non ha mai incontrato un cliché sulla storia spaziale che non ha abbracciato a braccia aperte". Scrivendo per Rolling Stone, Alan Sepinwall ha definito la serie "un rispettoso, per lo più competente, raramente vivace dramma storico sul posto di lavoro" e "quasi provocatoriamente generico in ogni modo".  Il critico del Wall Street Journal John Anderson ha descritto la serie come "un dramma perfettamente funzionale su un periodo rococò della storia americana". In una recensione per The Dispatch, Alec Dent ha criticato la scelta della serie di escludere Chuck Yeager, dicendo che la sua assenza "incarna il problema centrale della serie: chi c'è dietro non sembra capire quale sia la roba giusta, almeno non abbastanza per rappresentarlo in TV ". In una recensione più positiva, Richard Roeper del Chicago Sun-Times ha elogiato la serie come "un pezzo d'epoca visivamente sorprendente e ben recitato che suona come Mad Men: The Flyboys Edition".